# 1937年のNFL
1937年のNFLは、NFLの18年目のシーズンである。
シーズン開幕前、前年はAFLⅡに所属していたクリーブランド・ラムズがNFLに加わり、レッドスキンズがマサチューセッツ州ボストンからワシントンD.C.に本拠地を移転した。
NFLチャンピオンシップで、ワシントン・レッドスキンズがシカゴ・ベアーズを28対21で破り、NFLチャンピオンに輝いた。

## ドラフト
1936年12月12日にドラフトが行われ、10巡100名が指名された。

## ルール変更
- ユニフォームに付ける番号のコントラストやサイズの条件が規定された。
- キックオフがアウト・オブ・バウンズになった場合、自陣35ヤードか、サイドラインと交差した地点から10ヤード地点にボールが置かれることになった。
- スクリメージラインを超えた場所からのフォワードパスの反則の罰則が反則地点からの5ヤード罰退に加え、ダウン喪失が規定された。

## 順位表
| 東地区                       |    |    |    |      |      |      |
| チーム                       | 勝 | 敗 | 分 | 率   | 得点 | 失点 |
| ワシントン・レッドスキンズ   | 8  | 3  | 0  | .727 | 195  | 120  |
| ニューヨーク・ジャイアンツ   | 6  | 3  | 2  | .667 | 128  | 109  |
| ピッツバーグ・パイレーツ     | 4  | 7  | 0  | .364 | 122  | 145  |
| ブルックリン・ドジャース     | 3  | 7  | 1  | .300 | 82   | 174  |
| フィラデルフィア・イーグルス | 2  | 8  | 1  | .200 | 86   | 177  |

| 西地区                   |    |    |    |      |      |      |
| チーム                   | 勝 | 敗 | 分 | 率   | 得点 | 失点 |
| シカゴ・ベアーズ         | 9  | 1  | 1  | .900 | 201  | 100  |
| グリーンベイ・パッカーズ | 7  | 4  | 0  | .636 | 220  | 122  |
| デトロイト・ライオンズ   | 7  | 4  | 0  | .636 | 180  | 105  |
| シカゴ・カージナルス     | 5  | 5  | 1  | .500 | 135  | 165  |
| クリーブランド・ラムズ   | 1  | 10 | 0  | .091 | 75   | 207  |